# Hyderabad (furstendöme)
Hyderabad var en stat i södra Sydasien, omfattande den centrala delen av Deccanplatån, och utgör idag delar av de indiska delstaterna Andhra Pradesh, Maharashtra, Telangana och Karnataka. Området hörde ursprungligen till Mogulriket men fick med tiden de facto totalt oberoende, men kring sekelskiftet 1800 tvingades man acceptera brittisk överhöghet och beskydd. I september 1948 annekterades Hyderabad av det självständiga Indien.

## Historia

### Statens bildande
Det som kom att bli furstendömet Hyderabad lydde ursprungligen under stormogulen i Delhi, men likt många andra indiska furstendömen erhöll man gradvis självständighet då Mogulriket under 1700-talets lopp försvagades. Den dåvarande ståthållaren i Deccan, Qamar-ud-din Khan, tog år 1724 tillfället i akt att kasta ut stormogulens styrkor och bilda en oavhängig dynasti. Istället för att försöka återupprätta direktkontroll lät stormogul Muhammad Shah honom ta den förnäma titeln Asaf Jah året därpå och accepterade därmed Hyderabads nya ställning. Därefter blev Asaf Jah dynastins regentnamn och användes vid sidan av den gamla ståthållartiteln nizam-ul-mulk (Statens ordnare) som gavs Qamar-ud-din Khan av stormogulen Farrukhsiyar år 1713. Trots det förklarades aldrig Hyderabad formellt självständigt från Mogulriket; fredagsbönen hölls även i fortsättningen i stormogulernas namn och ända fram till 1858 trycktes mynt med deras namn på. Hyderabad skickade en armé till stöd för stormogulen under den persiska invasionen år 1739, men led nederlag i slaget vid Karnal varefter Nadir Shah lät plundra Delhi.

### Marathernas expansion
Allt medan Mogulriket föll samman under 1700-talet växte en ny regional stormakt fram: Marathariket, som efter Deccankrigen hade fått herravälde över södra Indien. Maratherna lät invadera Mogulrikets vasaller och allierade, inklusive Hyderabad som besegrades gång på gång och tvingades överlämna fästningar, territorier och betala tribut (chauth). Vissa slag deltog Hyderabad i under stormogulens befäl, såsom slaget vid Palkhed 1728, andra företogs på egen hand, som slaget vid Rakshasbhuvan 1763.

### Tronföljdskris och europeisk inblandning
När Qamar-ud-din avled 1748 utbröt ett tronföljdskrig mellan hans arvingar och hans näst äldste son Nasir Jang grep makten med stöd av Brittiska ostindiska kompaniet. I december 1750 föll han i strid och systersonen Muzaffar Jang tog makten med stöd av Franska ostindiska kompaniet. I februari 1751 avled denne och fransmännen under Joseph François Dupleix lät installera Salabat Jang som ny nizam. 1762 avsattes Salabat Jang av sin bror Ali Khan som tog regentnamnet Asaf Jah II. Denne lät året därpå flytta huvudstaden från Aurangabad till staden Hyderabad. Under hans regeringstid tecknades åtskilliga fördrag som ökade Hyderabads beroende av Brittiska ostindiska kompaniet. 1761 avträddes till britterna området kring Godavaris mynning. 1765 lät stormogul Shah Alam II överlåta en stor del av Hyderabads ostkust, Northern Circars, till kompaniet gentemot en årlig tribut. 1766 stationerade kompaniet egna trupper i landet och 1790 bildades en regelrätt militär allians med kompaniet riktad mot angränsande Mysore. Under 1780-talet bytte Hyderabad sida mellan Frankrike och Storbritannien i olika krig i södra Indien och de två makterna utsåg varsina residenter till nizamens hov. Från 1798 till 1808 undertecknades dock åtskilliga fördrag som ledde till att fransmännen slutgiltigt utmanövrerades av britterna.
Precis som sina föregångare såg sig Asaf Jah II rent formellt vara en undersåte till stormogulen men den tidigare de facto självständigheten inskränktes i och med att britternas inflytande ökade. Under tronarvingen Asaf Jah III befästes den brittiska överhögheten, bland annat fick britterna exklusiv rätt att utse Hyderabads divan (landets regeringschef). År 1818 kapitulerade peshwan av Marathariket, Baji Rao II, till Brittiska ostindiska kompaniet varefter kompaniet övertog rätten till Hyderabads tribut från maratherna. 1822 avslutades nizamens skyldighet att betala denna tribut och samma år fastställdes Hyderabads gränser.

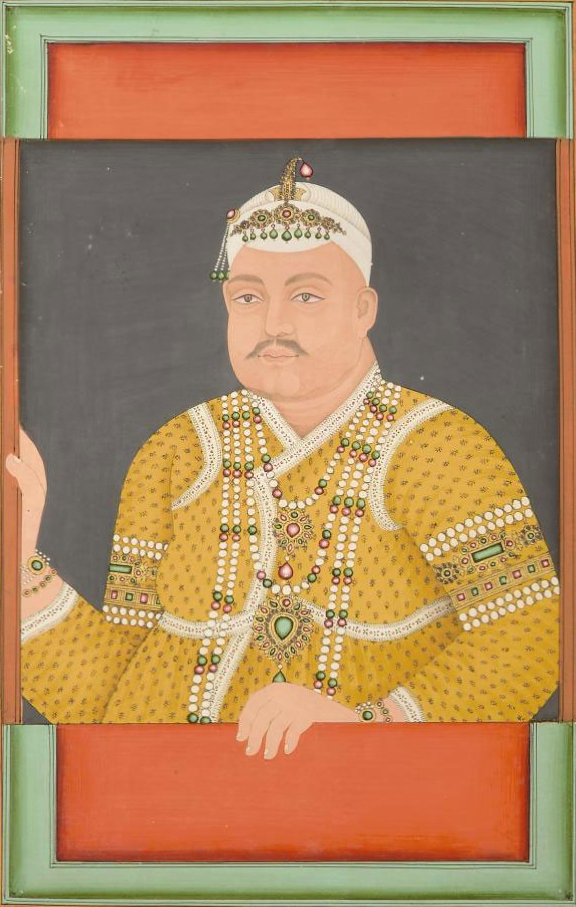
Farkundah Ali Khan, från 1829 Asaf Jah IV.

### Brittisk överhöghet
Under Asaf Jah IV:s regeringsperiod 1829–1857 försämrades rikets finanser på grund av förpliktelserna till Ostindiska kompaniet som bland annat krävde stora summor i ersättning för de kompanistyrkor man stationerade på Hyderabads territorium. Samtidigt erhöll nizamens vasaller allt större kontroll över sina områden vilket minskade intäkterna till statskassan. Generalguvernören lord Dalhousie menade att Hyderabad var skyldig kompaniet 640 000 rupier och krävde därför att nizamen avträdde den nordliga Berarregionen samt distrikten Raichur och Osmanabad. Dessutom tillsattes en extremt probrittisk regeringschef i riket, Salar Jung. 1860 fastslogs att Berarregionen istället skulle pantsättas till brittiska kronan i gengäld för dess stationerande av trupper till Hyderabads försvar. Britterna fick samtidigt stärkt kontroll över Hyderabads utrikes- och försvarspolitik.
Asaf Jah IV dog i maj 1857 och efterträddes av sin son bara några dagar efter att sepoyupproret hade brutit ut. Den nye regenten Asaf Jah V valde dock att förbli lojal med Ostindiska kompaniet och bröt därmed de sista symboliska banden med stormogulen. Som belöning återfick Hyderabad de 1853 avträdda distrikten Raichur och Osmanabad. Samtidigt styrdes riket i realiteten av divanen Salar Jung och monarken hade väldigt lite reellt inflytande. Under Salar Jung genomfördes flera reformer inklusive skattereformer, införandet av en centralbank och post- och telegrafinvesteringar. Militären som dittills dominerades av adeln och britterna blev mer centralstyrd. 1870 påbörjades storskalig järnvägsutbyggnad och 1879 grundlades aktiebolaget Nizam's Guaranteed State Railway som under brittisk ledning skulle sörja för anläggandet av järnvägar i Hyderabad. Järnvägsbolaget blev dock mycket kostsamt och gick under årtionden med stora underskott, men då brittiska aktieägare tjänade på avkastningen bekostades detta istället ur Hyderabads statskassa. Statsfinanserna förbättrades inte av att Storbritannien förbjöd Hyderabad att exportera salt i syfte att skydda det brittiska saltmonopolet.
Svältkatastrofer i södra Indien åren 1898–1902 ledde till att över en och en halv miljon människor avled bara i Hyderabad.

### 1900-talet

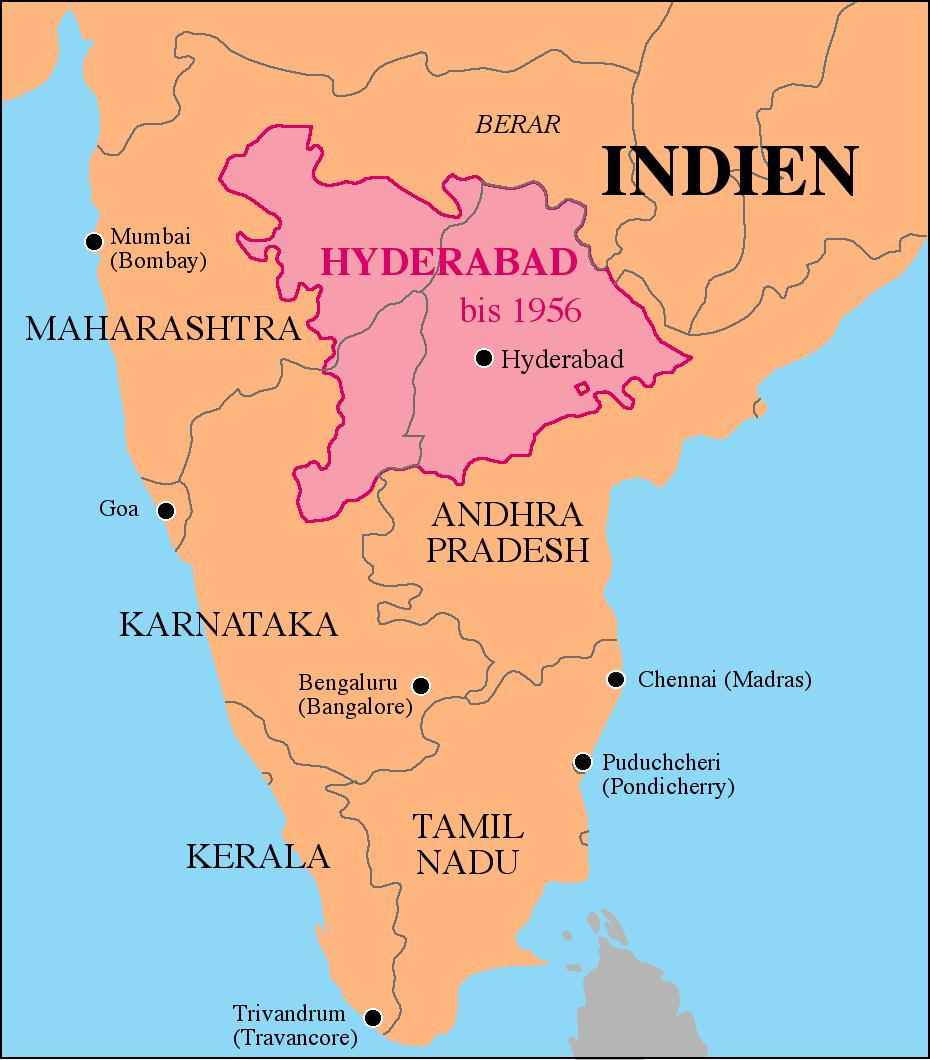
Hyderabads gränser över det moderna Indiens delstatsgränser.

De ekonomiska problemen för staten ökade missnöjet med styret hos invånarna som beskattades högt av nizamen, som hade förpliktelser till Storbritannien, och lokala storgodsägare med sina egenintressen. 1911 besteg Asaf Jah VII tronen och fortsatte den brittiskvänliga politiken. Han lyckades till och med uppbåda inhemska styrkor att kämpa på Brittiska imperiets sida i första världskriget trots att Osmanska riket deltog på motståndarsidan, och den turkiska sultanen i egenskap av kalif ansågs vara alla sunnimuslimers religiösa överhuvud. Å andra sidan motverkade han aktivt demokratiska reformer och även jämfört med de små reformsteg som togs av övriga indiska furstar, och av britterna själva under mellankrigstiden, fanns stort motstånd mot partipolitik och folkrepresentation.
1945–1946 började nizamen tappa kontroll över landet samtidigt som religiöst profilerade politiska grupper började få ökat inflytande. Det muslimska partiet Majlis-e-Ittehadul Muslimeen bildade 1938 en väpnad gren, Razakarrörelsen, som 1947 tog upp vapen för att bevara Hyderabads oberoende från den självständiga Dominionen Indien. Rörelsen gick till våldsamt angrepp mot hinduiska bybor och fick fritt spelrum av myndigheterna. 1946 hade Indiens kommunistiska parti inlett ett fullskaligt bondeuppror, Telanganaupproret, mot feodalherrarna som tilläts hålla fattiga bönder i livegenskap. Kommunisterna ville genomföra en jordreform och att Hyderabad skulle bli en del av Indien, och de hamnade därför i direkt konflikt med Razakarrörelsen. Den indiska regeringen krävde att nizamen skulle förbjuda Razakarrörelsen, men våldsamheterna eskalerade året därpå och man åberopade oroligheterna som anledning till att i september 1948 invadera Hyderabad i vad som kallades Operation Polo. Efter bara några dagar hade den indiska armén segrat, nizamen avsattes och hela Hyderabad införlivades som en delstat i Indien. 1956 delades delstaten Hyderabad slutligen upp. Den nuvarande tronpretendenten är fårfarmare i Australien. Ännu kring 1950 var familjen den kanske rikaste i världen, men förmögenheten har snabbt smält undan.

## Geografi
Landet var högt i nordväst, där Balaghatbergen når 760 meter, och sänkte sig mot sydost. Landet var avrinningsområde för flera floder med källor på Västra Ghats eller norra Deccanplatån som alla rinner mot öster. De största var Godavari med Penganga, gränsflod i norr, och Krishnafloden med Tungabhadra i söder. Bergstrakterna var täckta av skog och faunan inkluderade tigrar, pantrar, hjortar och så vidare i stort antal. Runt 29 000 km² täcktes av skog som delades in i tre olika administrativa kategorier beroende på reglering av skogsbruket. Frukt och rötter i skogarna åts av de landlösa och svältande fattiga vid svältkatastrofer.

## Politik och statsskick

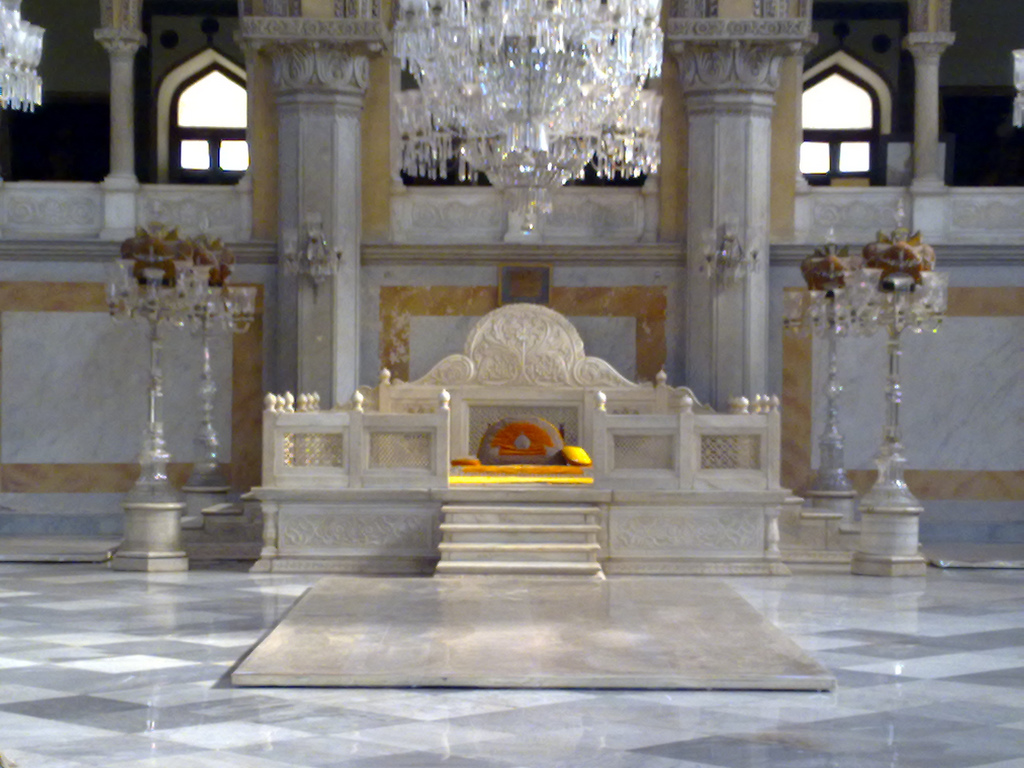
Nizamens marmortron.

Hyderabad var en feodal monarki där den politiska makten låg hos nizamen, som räknades bland de förnämsta muslimska furstarna i Indien. Nizamen utsåg själv en regeringschef, titulerad divan, men från början av 1800-talet var det i realiteten britterna som godkände nya regeringschefer.
Kontroll över utrikes- och försvarspolitiken överfördes gradvis under 1800-talet först till Brittiska ostindiska kompaniet och efter 1858 den brittiska kronan. Brittiska Indiens vicekung representerades av en resident i Secunderabad. Relationen mellan vicekungen och nizamen var den mellan en länsherre och vasall i likhet med britternas suzeränitet över övriga småfurstendömen i Sydasien. Hyderabad uppställde som bidrag till försvaret av Brittiska Indien 6 regementen kavalleri, 4 batterier artilleri och 6 bataljoner infanteri, tillsammans 7660 man. Ansvaret för att rusta soldater låg till stor del hos landsbygdsadeln men från 1800-talet också hos britterna.
På 1890-talet infördes ett lagstiftande råd men med ytterst begränsat inflytande bredvid nizamen. Först 1946 infördes ett folkvalt parlament med 132 representanter varav 76 direktvalda enligt klass- och religionstillhörighet, 43 nominerade och 13 utsedda. Det skulle finnas lika många ledamöter för muslimer och hinduer men parlamentets makt var begränsat till rådgivande funktioner.

### Administrativ indelning
Staten var fram till 1905 indelad i fyra divisioner och 15 distrikt. Vid sidan om dessa tillhörde stora landarealer adeln och storgodsen. År 1901 var runt 39 000 km² mark ägt av adeln, inklusive till godsen hörande byar. Totalt 3,2 miljoner invånare bodde 1901 på adelns mark. Efter 1905 var Hyderabad indelat i följande administrativa enheter:
| Aurangabads division - Aurangabads distrikt - Bhirs distrikt - Nandeds distrikt - Parbhanis distrikt | Gulbargas division - Bidars distrikt - Gulbargas distrikt - Osmanabads distrikt - Raichurs distrikt | Medak (Gulshanabad) division - Atraf-i-Baldah (huvudstaden med omnejd) - Mahabubnagars distrikt - Medaks distrikt - Nalgondas distrikt - Nizamabads distrikt | Warangals division - Adilabads distrikt - Karimnagars distrikt - Warangals distrikt |

## Demografi

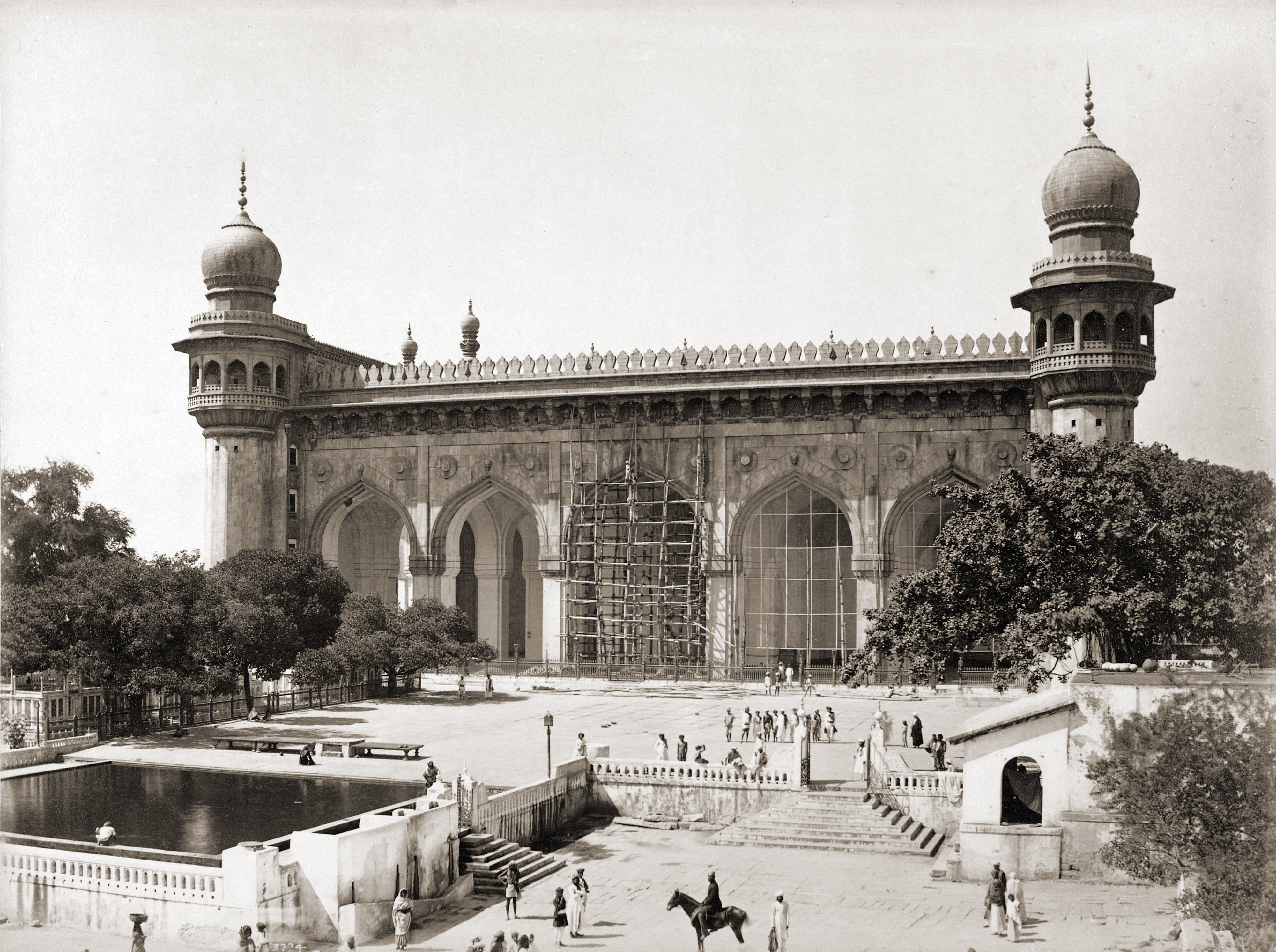
Mecka Masjid var Hyderabads största moské. Fotografi från 1880-talet.

Av befolkningen var majoriteten hinduer vilka utgjorde den jordbrukande och industriidkande klassen och till stor del levde under knappa villkor. Muslimerna arbetade i huvudsak i statsförvaltningen och som köpmän.
Folkmängden minskade 1891–1901 med omkring 3 procent, till följd av den svåra hungersnöd, som särskilt 1900 hemsökte vissa distrikt.

### Språk
Huvudspråken var telugu, marathi, kanari och hindustani; telugu talades företrädesvis i öster och sydöst, marathi i väster och norr, kanari i sydväst. År 1884 ersattes det gamla hovspråket persiska med urdu, de muslimska tjänstemännens språk som talades runtom i landet men mest i och kring huvudstaden.

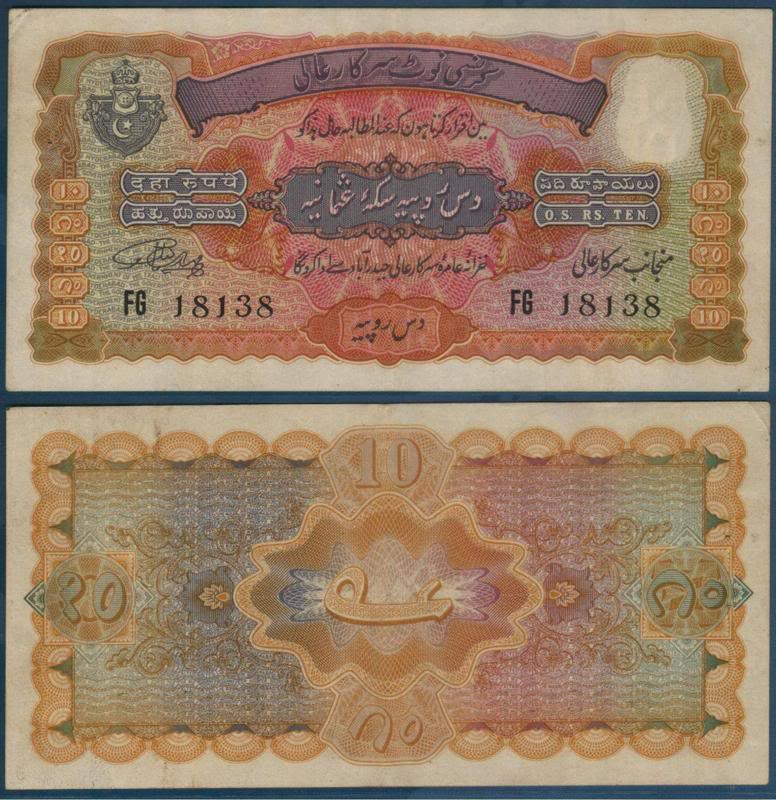
10 Hyderabadrupier.

## Ekonomi
Jorden var i allmänhet bördig och frambringade en mångfald av produkter; ris, vete, majs, bomull, indigo, sockerrör, tobak samt många fruktsorter. Därjämte producerades mycket silke. Både järn- och stenkolslager fanns men spelade inte stor del i rikets ekonomi, inte heller guldfyndigheter utvanns i nämnvärd utsträckning. Storskaliga kommersiella plantager i typisk kolonial stil saknades också.
Exporten bestod av jordbruksprodukter samt guldstickade tyger från Aurangabad och ciselerade smiden; införseln omfattade socker, salt, järn- och stålvaror samt allehanda europeiskt kram. Genom den sydvästra delen av Hyderabad gick järnvägen Bombay-Madras österut, förbi staden Hyderabad löpande statsbanan, till vilken vid huvudstaden banan från Aurangabad anslöt sig. Statsinkomsterna uppgick till 382 miljoner rupier.
Efter sepoyupproret 1857–1858 införde Hyderabad egna mynt präglade med nizamens namn på istället för mogulkejsarens. Redan 1803 fanns ett myntverk i riket men under 1800-talet uppstod ett flertal privata myntverk som gav ut en mängd olika mynt, som mest var 24 myntsorter i cirkulation. Från 1856 ledde reformer till att den privata myntproduktionen reglerades och stängdes ner. Den brittiska kolonialmakten motsatte sig alla försök från de olika furstendömena att införa egen pappersvaluta vid sidan av de olika mynt som fanns i cirkulation, och vid sidan av den indiska rupien, men brist på silver under första världskriget gjorde att man lät Hyderabad exklusivt få införa en egen pappersvaluta 1918.